# Gouvernement Abdelghani III
 (novembre 2024).
République Algérienne
Abdelghani II Brahimi I

## Troisième Gouvernement Abdelghani du 12 janvier 1982 au 22 janvier 1984[1]
Les principaux changements de ce remaniement concernent Boualem Benhamouda et M'hamed Yala qui intervertissent leurs fonctions aux finances et à l'intérieur et Kasdi Merbah qui prend le ministère des industries lourdes. À noter enfin l'entrée de la première femme au gouvernement avec l'arrivée de Z'hour Ounissi aux affaires sociales.
| Fonction | Titulaire | Titulaire                    | Parti |
| --- | --------- | ---------------------------- | ----- |
| Premier ministre |           | Mohamed Ben Ahmed Abdelghani | FLN   |
| Ministre de la Défense et Président de la République                                                                                  |           | Chadli Bendjedid             | FLN   |
| Ministre d'État auprès de la Présidence de la République                                                                              |           | Mohamed Ben Ahmed Abdelghani | FLN   |
| Ministre des Finances |           | Boualem Benhamouda           | FLN   |
| Ministre des Affaires étrangères |           | Ahmed Taleb Ibrahimi         | FLN   |
| Ministre de l'Intérieur et des Collectivités locales                                                                                  |           | M’hamed Yala                 | FLN   |
| Ministre de la Justice |           | Boualem Baki                 | FLN   |
| Ministre de l'Agriculture et de la Pêche                                                                                              |           | Kasdi Merbah                 | FLN   |
| Ministre de l'Information |           | Bachir Rouis                 | FLN   |
| Ministre de l'Industrie lourde |           | Salim Saadi                  | FLN   |
| Ministre des Transports |           | Salah Goudjil                | FLN   |
| Ministre de l'Éducation nationale |           | Mohamed-Chérif Kherroubi     | FLN   |
| Ministre de l'Enseignement supérieur                                                                                                  |           | Abdelhak Rafik Bererhi       | FLN   |
| Ministre de l'Énergie et des Industries chimiques et pétrochimiques                                                                   |           | Belkacem Nabi                | FLN   |
| Ministre des Moudjahidines |           | Djelloul Bakhti Nemmiche     | FLN   |
| Ministre des Postes et Télécommunications                                                                                             |           | Boualem Bessaih              | FLN   |
| Ministre du Commerce |           | Abdelaziz Khellef            | FLN   |
| Ministre des Affaires religieuses |           | Abderahmane Chibane          | FLN   |
| Ministre de la Formation professionnelle et du Travail                                                                                |           | Mohamed Nabi                 | FLN   |
| Ministre de la Culture et du Tourisme                                                                                                 |           | Abdelmadjid Meziane          | FLN   |
| Ministre de la Protection sociale |           | Z'hour Ounissi               | FLN   |
| Ministre de l'Hydraulique, de l'Environnement et des Forêts                                                                           |           | Mohamed Rouighi              | FLN   |
| Ministre des Travaux publics |           | Ahmed Benfreha               | FLN   |
| Ministre de la Planification et de l'Aménagement du territoire                                                                        |           | Ali Oubouzar                 | FLN   |
| Ministre de la Santé publique |           | Djamel-Eddine Houhou         | FLN   |
| Ministre des Industries légères |           | Zitouni Messouadi            | FLN   |
| Ministre de la Jeunesse et des Sports                                                                                                 |           | Kamel Bouchama               | FLN   |
| Ministre de l'Urbanisme, de la Construction et de l'Habitat                                                                           |           | Abderrahmane Belayat         | FLN   |
| Vice-Ministres |           |                              |       |
| Vice-Ministre de la Défense, chargé de l'Inspection générale de l'Armée                                                               |           | Abdellah Belhouchet          | FLN   |
| Vice-Ministre chargé de la Pêche au ministère de la Pêche et de l'Agriculture                                                         |           | Mustapha Benzaza             | FLN   |
| Vice-Ministre chargé de l'Enseignement secondaire et technique au ministère de l'Éducation nationale                                  |           | Kheïra Ettayeb               | FLN   |
| Vice-Ministre chargé de la Coopération au ministère des Affaires étrangères                                                           |           | Nourredine Harbi             | FLN   |
| Vice-Ministre chargé du Commerce extérieur au ministère du Commerce                                                                   |           | Mohamed Aberkane             | FLN   |
| Vice-Ministre chargé des Industries mécaniques, électriques et électroniques au ministère de l'Industrie lourde                       |           | Mohamed Mazouni              | FLN   |
| Vice-Ministre chargé des Matériaux de construction au ministère des Industries légères                                                |           | Mohamed Arezki Isli          | FLN   |
| Vice-Ministre chargé de l'Environnement et des Forêts au ministère de l'Hydraulique, de l'Environnement et des Forêts                 |           | Aïssa Abdellaoui             | FLN   |
| Vice-Ministre chargé de la Construction au ministère de l'Urbanisme, de la Construction et de l'Habitat                               |           | Aboubakr Belkaïd             | FLN   |
| Vice-Ministre chargé du Budget au ministère des Finances                                                                              |           | Mostéfa Benamar              | FLN   |
| Vice-Ministre chargé des Sports au ministère de la Jeunesse et des Sports                                                             |           | Mohamed Salah Mentouri       | FLN   |
| Vice-Ministre chargé des Industries chimiques et pétrochimiques au ministère de l'Énergie, des Industries chimiques et pétrochimiques |           | Haoucine Hadj                | FLN   |
| Vice-Ministre chargé du Travail au ministère de la Formation professionnelle et du Travail                                            |           | Amar Azzouz                  | FLN   |
| Vice-Ministre chargé du Tourisme au ministère de la Culture et du Tourisme                                                            |           | Zine-Eddine Sekfali          | FLN   |
| Vice-Ministre chargé de l'Aménagement du territoire au ministère de la Planification et de l'Aménagement du territoire                |           | Abdelmalek Nourani           | FLN   |
| Secrétaire général du gouvernement |           | Mouloud Hamrouche            | FLN   |